# Hagerstown (Maryland)
Hagerstown – miasto w stanie Maryland, w Stanach Zjednoczonych, siedziba administracyjna hrabstwa Washington. Według spisu ludności w roku 2019 miasto miało 40 100 mieszkańców.
W mieście rozwinął się przemysł lotniczy oraz włókienniczy.

## Miasta partnerskie
- Wesel, Niemcy